# Aartsbisdom Białystok

kerkprovincie Białystok:
1. Aartsbisdom Białystok
2. Bisdom Drohiczyn
3. Bisdom Łomża

Het Aartsbisdom Białystok (Latijn: Archidioecesis Bialostocensis, Pools: Archidiecezja Białostocka) is een in Polen gelegen rooms-katholiek aartsbisdom met zetel in de stad Białystok. De aartsbisschop van Białystok is metropoliet van de kerkprovincie Białystok waartoe ook de volgende suffragane bisdommen behoren:
- Bisdom Drohiczyn (Drohiczyn)
- Bisdom Łomża (Łomża)

## Geschiedenis
Nadat in 1945 het Poolse deel van het Aartsbisdom Vilnius door de nieuwe grenzen werd afgesneden, benoemde paus Pius XII een apostolisch administrator voor dit gebied, met zetel in Białystok. Het Russische deel van het voormalige bisdom bleef tot 1989 vacant. Uit het Poolse gedeelte werd op 5 juni 1991 door paus Johannes Paulus II Het bisdom Białystok opgericht. Op 25 maart 1992 werd het bisdom door Johannes Paulus II met de apostolische constitutie "Totus Tuus Poloniae populus" tot aartsbisdom verheven.

## Apostolische administrators van Białystok
- 1945–1955 Romuald Jałbrzykowski (Aartsbisschop van Vilnius)
- 1955–1968 Adam Sawicki (Vicarius Capitularis, vanaf 1963 titulair bisschop van Turres Concordiae)
- 1968–1968 Władysław Suszyński (titulair bisschop van Tabbora)
- 1968–1970 Peter Maziewski (Vicarius Capitularis)
- 1970–1976 Henryk Roman Gulbinowicz (titulair bisschop van Acci)
- 1976–1991 Edward Kisiel (titulair bisschop van Limata)

## Bisschoppen van Białystok
- 1991–1992 Edward Kisiel (eerste bisschop van Białystok)

### Aartsbisschoppen van Białystok
- 1992–1993 Edward Kisiel
- 1993–2000 Stanisław Szymecki
- 2000–2006 Wojciech Ziemba
- sinds 2006 Edward Ozorowski

### Hulpbisschoppen in Białystok
- 1991–2006 Edward Ozorowski (titulair bisschop van Bitettum)
- sinds 2012 Henryk Ciereszko (titulair bisschop van Dices)

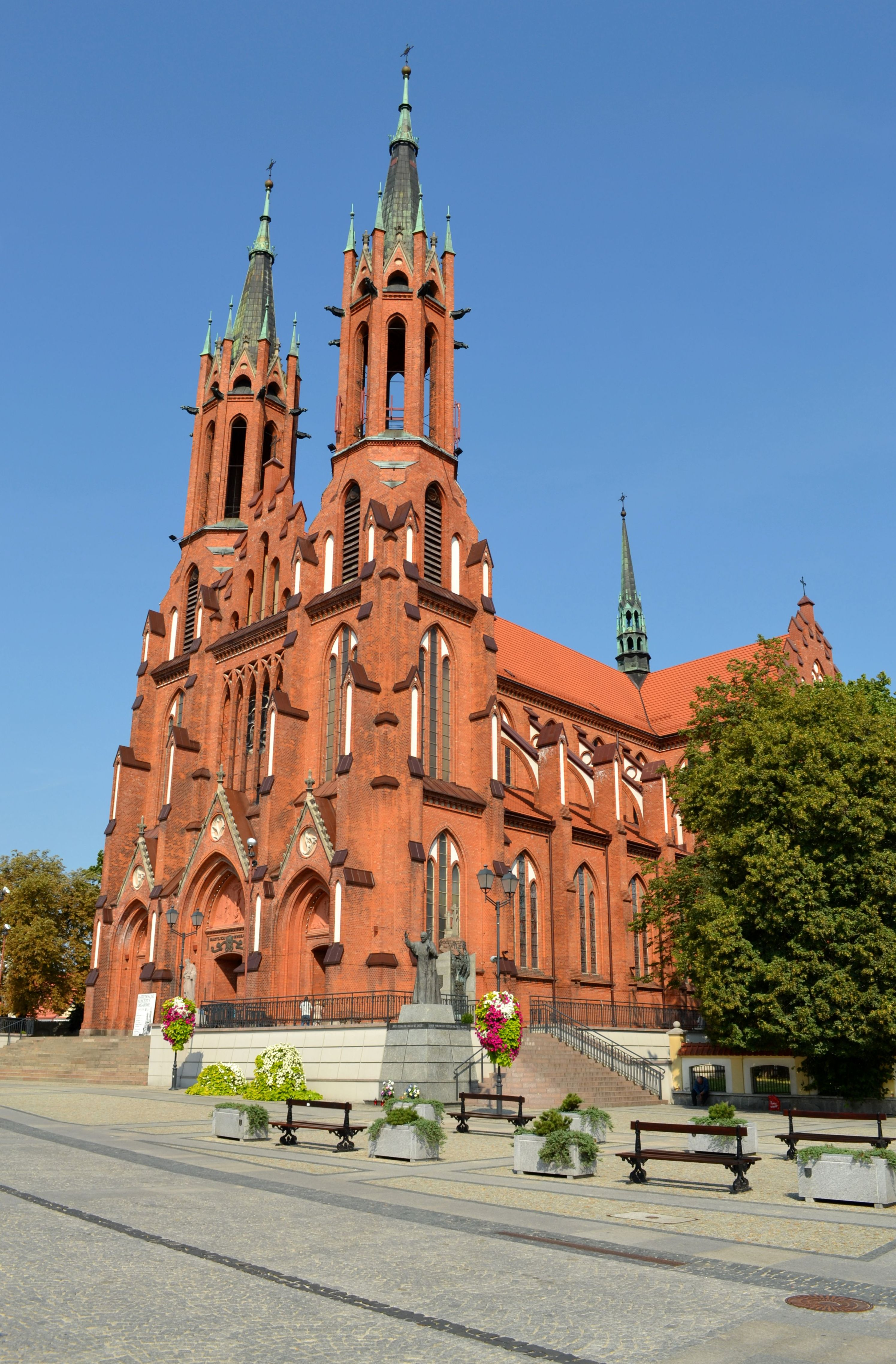
Kathedraal van Białystok
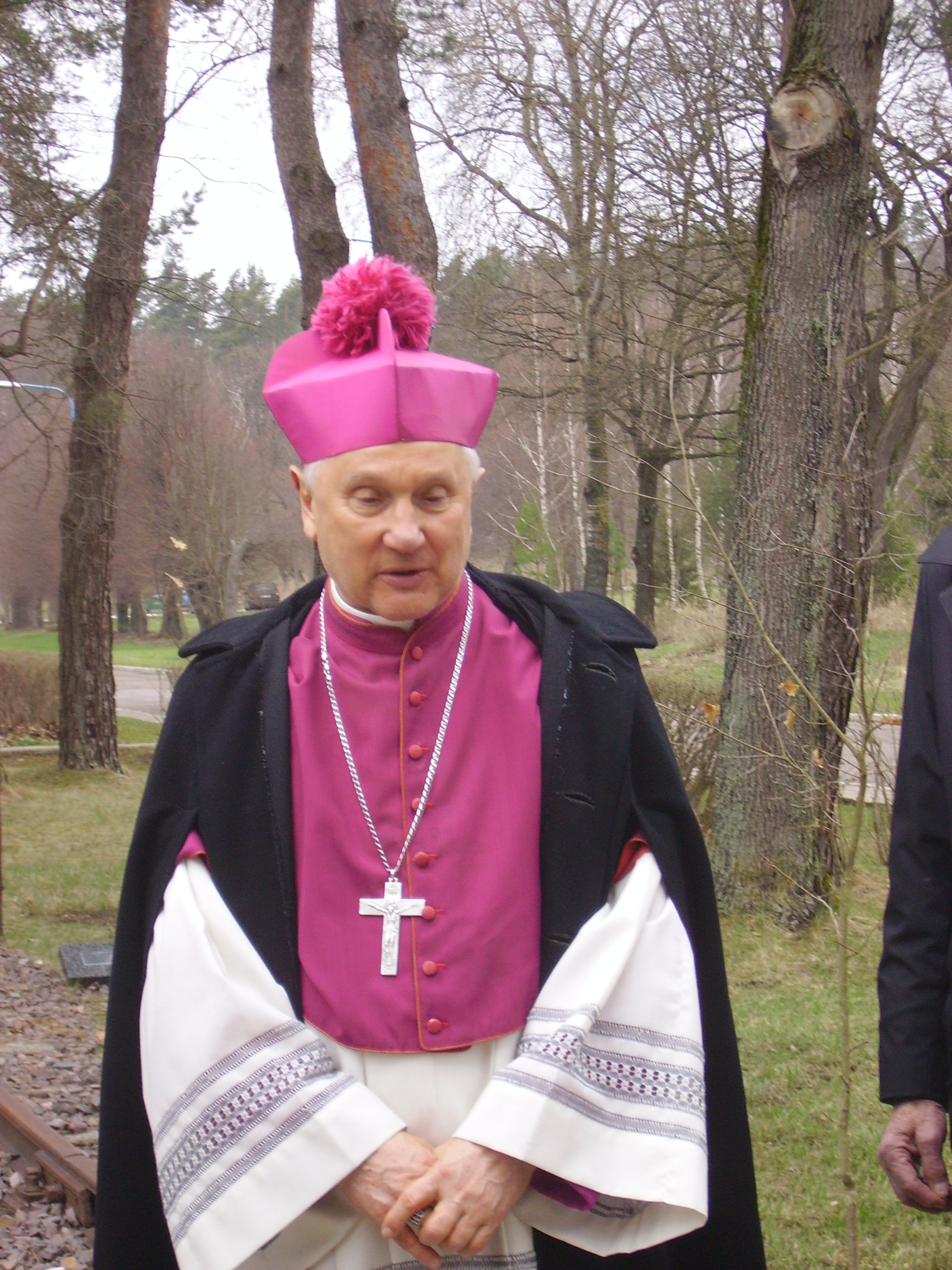
Aartsbisschop Ozorowski